# Manglabitas
Los manglabitas (griego:μαγ[γ]λαβίται, manglabitai; sing. μαγ[γ]λαβίτης, manglabitēs) era un cuerpo de escolta personal del emperador en el Imperio bizantino.

## Etimología
El nombre deriva del término manglabion (en griego: μαγγλάβιον, «porra») que se usó para todo el cuerpo. El origen del término sigue debatiéndose: una teoría ostenta que deriva del árabe mijlab («látigo»), otros opinan que su origen es latín manus («mano») y clava («porra»).

## Historia
Los primeros manglabitas aparecen en el siglo IX, junto con los imperiales Hetaireia, que eran responsables de la seguridad del emperador bizantino. Armados con espadas, los manglabitas le precedían en las ceremonias y eran los responsables de mantener abiertas ciertas puertas del palacio imperial todas las mañanas. Individualmente, los manglabitas eran relativamente de origen humilde, a menudo sin educación, pero el comandante conocido como prōtomanglabitēs (en griego: πρωτομαγγλαβίτης, «primero de los manglabitas») o epi tou manglabiou, ostentaban el rango más alto de la jerarquía imperial debido a la proximidad con el emperador. Los manglabitas como guardaespaldas imperiales parece que desaparecieron a finales del siglo XI, aunque hay evidencias sigilográficas de ellos como manglabitas del patriarcado de Constantinopla desde el siglo XI hasta el siglo XIII.

## Vikingos
La guardia varega no fue exclusiva para los mercenarios vikingos. Posiblemente, según indicios de las sagas nórdicas, entre algunos de los más afamados manglabitas estuvo el rey Harald III de Noruega durante su estancia en Bizancio, quien recibió el título de Akolouthos (en griego: ἀκόλουθος: «el que sigue o acompaña»; «Acólito» era el título del comandante de la guardia imperial) por sus servicios al emperador Miguel V en la década de 1030 y Bolli Bollason, un vikingo islandés cuya biografía confirma una larga y exitosa trayectoria en el ejército bizantino.